# Spy (2011)
Spy is een Britse komedieserie uit 2011 uitgezonden door Sky1 die twee seizoenen beslaat. De serie draait om het leven van de klunzige verkoper Tim Elliot (gespeeld door Darren Boyd) die bij toeval terechtkomt bij een examen van MI5, waarna hij het aanbod krijgt spion te worden. Zijn zucht naar erkenning van zijn tienjarige zoontje Marcus en de problemen die dit meebrengt, aangezien Marcus slechts liefde lijkt te voelen voor Tim zijn ex-vrouw Judith levert de dramatiek in de serie.